# Les cigognes sont immortelles
Les cigognes sont immortelles est un roman français de Alain Mabanckou, publié en 2018 par les éditions du Seuil.

## Trame narrative
Michel, un jeune Congolais de Pointe-Noire, enfant ou préadolescent de 12-13 ans, du collège des Trois-Glorieuses, se prépare à passer son certificat d'études primaires, lorsqu'un coup d'État militaire vient perturber sa vie et sa conception du monde, et de la vérité.
Un oncle, militaire bien placé à Brazzaville, a été assassiné à cette occasion. Et ce n'est sans doute pas le meilleur moment pour que Maman Pauline (Sudiste), en tenue de deuil, et crâne rasé, vienne demander un remboursement de prêt à Antoinette Ebaka (Nordiste), chef de l'Union révolutionnaire des femmes du Congo (URFC) au Grand Marché, ou encore pour un collégien de se promener en chaussures La Chine en colère, à la mode encore la veille.

## Contexte historique
Le roman se compose de trois parties, correspondant aux trois journées du coup d'État militaire des samedi 19 mars 1977, dimanche 20 mars 1977 et lundi 21 mars 1977, dont le renversement et l'assassinat de Marien Ngouabi (1938-1977), président de la République populaire du Congo de 1969 à 1977. C'est l'occasion de revivifier l'histoire de la république du Congo depuis l'indépendance.
Le pouvoir est assuré par une junte militaire, le Comité militaire du parti (CMP, 1977-1979), associé au Parti congolais du travail (PCT), avec couvre-feu, fermeture des frontières, « chasse aux sorcières » des Nordistes contre les Sudistes, et exacerbation des tensions inter-communautaires ou interethniques (cf. groupes ethniques en république du Congo).
Parmi les victimes politiques figurent Alphonse Massamba-Débat (1921-1977), Émile Biayenda (1927-1977), et quelques autres, dont l'oncle Luc Kimboula-Nkaya.
Les figures montantes sont Joachim Yhombi-Opango (1939-), Louis Sylvain-Goma (1941-) ou encore Denis Sassou-Nguesso (1943-).
D'autres figures historiques congolaises sont invoquées par certains personnages, comme André Grenard Matsoua (1899-1942), Fulbert Youlou (1917-1972), Joseph Kasa-Vubu (1917-1969), Patrice Lumumba (1925-1961), Ange Diawara (1941-1973), ou non-congolaises, comme André Matswa (1899-1942), Sylvanus Olympio (1902-1963), Ruben Um Nyobe (1913-1958), Amílcar Cabral (1924-1973), Félix-Roland Moumié (1925-1960), Olusegun Obasanjo (1937-), et quelques autres. Parmi les figures politiques françaises, émergent le général de Gaulle, le président Pompidou, le président Giscard d'Estaing, et surtout le tout nouveau maire de Paris, Jacques Chirac, mais aussi Bob Denard, ou le « sorcier blanc » non nommé, de la Françafrique). Ainsi, se dessine toute une géographie politique de la région de ces années-là.

## Personnages
Michel, le rêveur, vit dans la parcelle familiale, au quartier de Voungou, auprès de Maman Pauline Kengué, qui fait commerce en gros de bananes, et de Papa Roger, employé au Victory Palace. Le commerce de bananes dépend des aléas du chemin de fer Congo-Océan (CFCO), avec toutes ses gares : Dolisie (Loubomo), Dechavanne, Mont Bello, Hamon, etc.
Les autres membres de la grande famille sont, à proximité, Tonton Mompéro, Tonton René (Mabahou), et, à Brazzaville, l'oncle Albert, l'oncle Jean-Pierre Kanina, l'oncle Martin Moubéri, etc. La seconde femme de Papa Roger est Maman Martine. Le chien perdu s'appelle Mboua Mabé.
Les amis de Michel sont Étienne et Zéphirin, avec qui il devait préparer un exposé de géographie du Congo, et Louise, pour laquelle il écrit des vers (Fais moi rêver). Et Michel fait, assez mal, les courses dans les petits commerces du quartier, par exemple chez Mâ Moudobi.

## Titre
De la présidence de Marien Ngouabi, Michel garde la fierté d'un pays à la réputation internationale, et les paroles d'une chanson (en hommage au film Quand passent les cigognes (1957), et à son idéologie) : « Nous sommes les cigognes de la Révolution socialiste congolaise » (p. 61), « Je reste une cigogne de la Révolution socialiste congolaise » (p. 188).

## Éditions
- Les cigognes sont immortelles, Éditions du Seuil, coll. « Fiction & Cie », 2018  (ISBN 978-2-02-130451-0)

## Réception
La réception de ce « conte candide », en France, est très favorable,. Le quotidien La Croix apprécie « l'universalité » du récit, tandis que Le Nouvel Obs remarque que « pour la première fois chez Mabanckou, la politique intervient violemment dans [un] décor sympathique ». L'introduction de thèmes politiques est également remarquée par Atlantico, qui qualifie le roman de « joyeux, pétillant, poétique… et intelligemment politique ».
Au 31 octobre 2018, le livre figure à la dixième position des romans les plus vendus en France.